# Søslaget i Køge Bugt
 For alternative betydninger, se Søslaget i Køge Bugt (1710).
Slaget i Køge Bugt den 1. juli 1677 var en del af Skånske krig, hvor Danmark var i krig med Sverige. Søslaget var kulminationen af flere søslag mellem danskerne og svenskerne 1676-1677: Erobringen af Gotland (29. april 1676), Slaget ved Bornholm (25-26. maj 1676), Slaget ved Öland (1. juni 1676) og Slaget ved Møn (1. juni 1677).
Slaget ved Køge Bugt blev udkæmpet mellem Stevns og Falsterbo og ikke i selve bugten. Det gav en afgørende dansk sejr. Svenskerne mistede otte orlogsskibe og et antal mindre skibe. Syv af skibene kunne indlemmes i den danske flåde. Det svenske tabstal anslås til ca. 3.000 døde, sårede eller tilfangetagne, mens det danske har været 100 døde og 275 sårede.
Det ødelagde de svenske planer om at få søherredømmet i de danske farvande og betød, at der fortsat var forbindelse til den danske hær i Skåne.

## Optakten til slaget
Europæisk uro førte til det, vi kender som Skånske krig, som varede fra 1675 – 1679. Danmark kom i forbund med Nederlandene og Brandenburg, mens Frankrig var i forbund med Sverige.
I den danske flåde var den danske generaladmiral Cort Adeler død i november 1675, og stillingen var ledig. Den gik til den hollandske admiral Cornelius Tromp, der tog til Danmark. Det var ikke udelukkende et valg efter kvalifikationer, men også for at forstærke forholdet til Nederlandene, som var en stærk sømagt. Det oplagte danske svar på stillingen ville nok have været Niels Juel, der var admiral på Holmen.
Inden Tromp ankom til Danmark, var Niels Juel stået til søs med en eskadre, der en måned senere hurtigt erobrede Gotland. Ved slaget ved Øland 1. juni 1676 mistede svenskerne skibene Stora Kronan, Svärdet, Äpplet, der sank, mens Neptunus ….. To fregatter og tre mindre skibe blev erobret af danskerne. Dette holdt svenskerne væk fra Øresund resten af året, og næste vinter blev Tromp sendt til Holland for at hverve matroser og fremskynde den hollandske hjælpeeskadres afsendelse. Den hollandske eskadre nåede ikke at deltage i slaget ved Køge Bugt.
En måned før slaget den 1. juni 1677 slog danskerne igen svenskerne i slaget ved Møn, hvor svenskerne mistede Calmar Castel og fire andre orlogsskibe; fire fregatter og to jagter blev erobret af danskerne. Efter dette slag sejlede Niels Juel til Køge Bugt for at reparere flåden og få nye forsyninger.
Den 22. juni holdt Niels Juel chefmøde og uddelte signalbreve og formerede flåden, som blev inddelt i tre eskadrer. Niels Juel stod i spidsen for 2. eskadre på skibet Christianus Quintus med en besætning på 567 mænd og med 84 kanoner.

## Flåderne
Den danske flåde bestod i alt af 27 orlogsskibe, fem fregatter, to jagter, to brandere og en besætning på ca. 6.700 mænd.
De var mod svenskernes 30 orlogsskibe og 17 mindre skibe; en samlet besætning på ca. 8.600. Der er flere måder at vurdere styrkeforholdet på. Svenskerne var overlegne i antal, og danskerne havde problemer med for lidt mandskab på skibene. Den danske flåde var dog væsentligt bedre trænet og havde en langt bedre leder i Niels Juel, mens svenskernes øverste admiral Henrik Horn var feltmarskal, før han blev sat i spidsen for den svenske flåde.

## Den danske flåde
1. eskadre, Marquor Rodsten (Anna Sophia)
|                           | art/eff |
| Lindormen                 | 50/512  |
| Norske Løve               | 86/964  |
| Fredericus Tertius        | 64/754  |
| Anna Sophia               | 62/794  |
| Christianus Quartus       | 58/646  |
| Hummeren                  | 40/354  |
| Delmenhorst               | 42/390  |
| Havmanden                 | 30/200  |
| Bonte Falk                | 28/     |
| En brander og to galioter |         |

2. eskadre, Niels Juel (Christianus Quintus)
|                                  | art/eff |
| Christianssand                   | 40/222  |
| Churprinsen                      | 68/910  |
| Enighed                          | 66/788  |
| Christianus Quintus              | 84/1120 |
| Neptunus                         | 40/324  |
| Maria                            | 30      |
| Tre Løver                        | 64/674  |
| Havfruen                         | 30/140  |
| Postillionen                     | 12      |
| En brander, en jagt og en galiot |         |

3. eskadre, Jens Rodsten (Tre Kroner)
|                         | art/eff |
| Svanen                  | 62/620  |
| Gyldenløve              | 54/482  |
| Lossen                  | 30/126  |
| Christiania             | 54/592  |
| Tre Kroner              | 68/928  |
| Neldebladet             | 54/554  |
| Charlotta Amalia        | 64/810  |
| Hvide falk              | 30/200  |
| Svenske Falk            | 40/308  |
| Tre galioter og en jagt |         |

## Den svenske flåde
1. eskadre, Henrik Horn 
|                              | art/eff |
| Victoria                     | 76/1114 |
| Wrangel                      | 60/792  |
| Saturnus                     | 64/934  |
| Mars                         | 72/946  |
| Wismar                       | 58/500  |
| Riga                         | 46/440  |
| Hjorten                      | 32/222  |
| Flygande Vargen              | 44/     |
| Andromeda                    | 52/412  |
| Friderica Amalia             | 32/120  |
| Elisabeth                    | 18/     |
| Trumslager                   | 18/     |
| To brandere og fire boierter |         |

2. eskadre, H. Clerck (Kronosolen)
|                             | art/eff |
| Kronosolen                  | 72/892  |
| Venus                       | 62/884  |
| Mercurius                   | 66/788  |
| Hercules                    | 54/654  |
| Spes                        | 46/332  |
| Svenska Lejonet             | 52/448  |
| Phonix                      | 34/284  |
| Kung David                  | 33/     |
| Pälan                       | 18/     |
| To brandere og tre boierter |         |

3. eskadre, H. Wachtmeister (Nyckeln)
|                              | art/eff |
| Nyckeln                      | 88/1164 |
| Jupiter                      | 68/860  |
| Draken                       | 64/888  |
| Hieronymus                   | 72/616  |
| Cesar                        | 56/606  |
| Kalmar                       | 60/440  |
| Gustavus                     | 48/     |
| Kompisolen                   | 32/     |
| Salvator                     | 32/     |
| To brandere og fire boierter |         |

## Selve slaget
Om aftenen den 30. juni havde de to flåder fået hinanden i sigte og gjorde sig klar til kamp næste dag. Søndag morgen den 1. juli var vinden syd med bramsejlskuling. Svenskerne lå sydligst med admiral Wachmeisters 3. eskadre, derefter kom Clerk med 2. eskadre og til sidst Admiral Horn med 1. eskadre.
Den danske flåde lå med admiral Jens Rodsteens 3. eskadre, Niels Juels 2. eskadre og sidst admiral Marquor Rodsteen med 1. eskadre. 1. eskadre drev i løbet af natten noget nord for 2. og 3. eskadre, og har derfor ikke kunnet deltage i slagets indledende fase. Både danskerne og svenskerne var indstillet på at prøve kræfter. Det var svenskerne, der indledte slaget ved at gå næsten vinkelret på den danske linje for at komme tæt nok til entring. Den svenske flåde blev ramt af kraftig dansk beskydning under denne manøvre, der måtte afbrydes, hvorefter skibene lagde større afstand til hinanden.
De to linjer fulgtes nu indad mod Stevns, hvor vinden skiftede til vestlig. Det svenske orlogsskib Draken kom for tæt på kysten og gik på grund ved Stevns Klint. Admiral Horn befandt sig nu i en svær situation, da han skulle beslutte, hvad han skulle gøre ved Draken. Horn valgte at efterlade fem skibe til beskyttelse af Draken, mens resten af flåden vendte 180 grader.
Niels Juels eskadre stod i høj grad for nedkæmpelsen af Draken, som til sidst måtte stryge flaget. Niels Juels flagskib Christianus Quintus var hårdt medtaget efter kampen med Draken, og han måtte skifte skib til Fredericus Tertius. Marquor Rodsteen var nu ankommet til kampene og deltog i nedkæmpelsen af de skibe, Horn havde efterladt til forsvar for Draken. Resultatet af denne kamp var, at tre af Horns skibe undslap op mod sundet, mens det må formodes, at de sidste skibe slog sig til hovedflåden i vendingen på den østlige kurs.
Efter vendingen fortsatte de to flåder i sydøstlig retning parallelt med hinanden. Svenskernes moral må været svækket efter tabet af Draken. Efter at være kommet væk fra Stevns Klint opstod et hul i den svenske linjeformation, hvilket Niels Juel udnyttede til at gennembryde den. Det er dog ikke til at sige, hvem der indledte denne 3. vending. Niels Juel fik afskåret 16 skibe, hvoraf syv var orlogsskibe, og der opstod nu heftige nærkampe mellem skibene. Tre Løver blev stærkt beskadiget, men fik gjort det svenske orlogsskib Mars manøvreudygtigt, så det blev nødt til at overgive sig. Under de heftige kampe blev Niels Juel igen så stærkt engageret i kampene, at Fridericus Tertius blev ukampdygtigt, og han måtte skifte skib for anden gang under slaget. Denne gang til Charlotta Amalia.
I løbet af eftermiddagen fandt admiral Horn situationen uholdbar og trak sig fra kampene: ”I værende combat blev vore skibe skudt meget redningsløse, dersom endnu kunne holde luven var formedelst Guds nådige hjælp og den højeste flid i stand til at salvere sig, men hvad der kom i læ eller blev stikkende på grund fandtes ingen midler til at hjælpe, thi vi kunne ikke længere resistere, men måtte trække os bort fra combatten, hvilket skete med så god orden, da vi havde sendt de havarede skibe forud.”
Da Horn begyndte flugten, blæste det op og begyndte at regne, hvilket gjorde det svært at navigere, og det lykkedes derfor den svenske flåde at undslippe. Forfølgelsen blev opgivet omkring Bornholm, og Niels Juel vendte tilbage mod København.

## Slagets resultat
Den danske sejr havde stor betydning for resten af krigens forløb, da svenskernes drømme om søherredømmet var knust. Et dansk nederlag ville have betydet, at svenskerne nemt kunne nedkæmpe den hollandske hjælpeflåde – der ikke var nået frem til slaget ved Køge Bugt – og nemt kunne have taget søherredømmet. Det var ikke kun vigtigt for de danske tropper i Skåne, at søherredømmet blev bevaret, men også for den danske moral. I Niels Juel fik danskerne en militærhelt af international kaliber. Christian V fik en lykønskning fra den engelske Kong Charles II: ”…at Juel var den største admiral, som nu var i Europa”
Svenskerne mistede otte orlogsskibe og et antal mindre skibe. Syv af skibene kunne indlemmes i den danske flåde. Det svenske mandskabstab må anslås til ca. 3.000 døde, sårede eller tilfangetagne, mens det danske var 100 døde og 275 sårede: slaget var en overlegen dansk sejr.
En medalje blev slået i anledning af sejren.